# Kurortnyj rajon
Kurortnyj rajon (russisk: Курортный район) er en rajon (russisk: район) i det nordvestlige Rusland.
Kurortnyj rajon ligger i Sankt Petersborgs føderale byområde. Hovedbyen er byen Sestroretsk. Kurortnyj rajon har et areal på 268 km2
og et befolkningstal på 83.491 (2023) indbyggere.